# Proprioseiopsis neomexicanus
Proprioseiopsis neomexicanus är en spindeldjursart som först beskrevs av Chant 1959.  Proprioseiopsis neomexicanus ingår i släktet Proprioseiopsis och familjen Phytoseiidae. Inga underarter finns listade i Catalogue of Life.